# 史波克
史波克（Spock），是《星际旅行》原初电视剧的主角之一。他同样也出现在动画版《星际迷航》、两集《星际迷航：下一代》、八部星际迷航电影以及不计其数的小说、漫画和电子游戏中。他是该剧长期角色中的唯一一位外星人（半瓦肯人），在詹姆斯·T·柯克上校担任舰长的进取号星舰上担任科学官及大副。他与詹姆斯·T·柯克舰长、“老骨头”伦纳德·麦科伊医生是原初电视剧的三个中心人物。从星际舰队退役后，史波克作为联邦大使缓和了星际联邦与克林贡帝国的关系，后作为驻罗慕伦大使被捲进一场不幸的灾难。

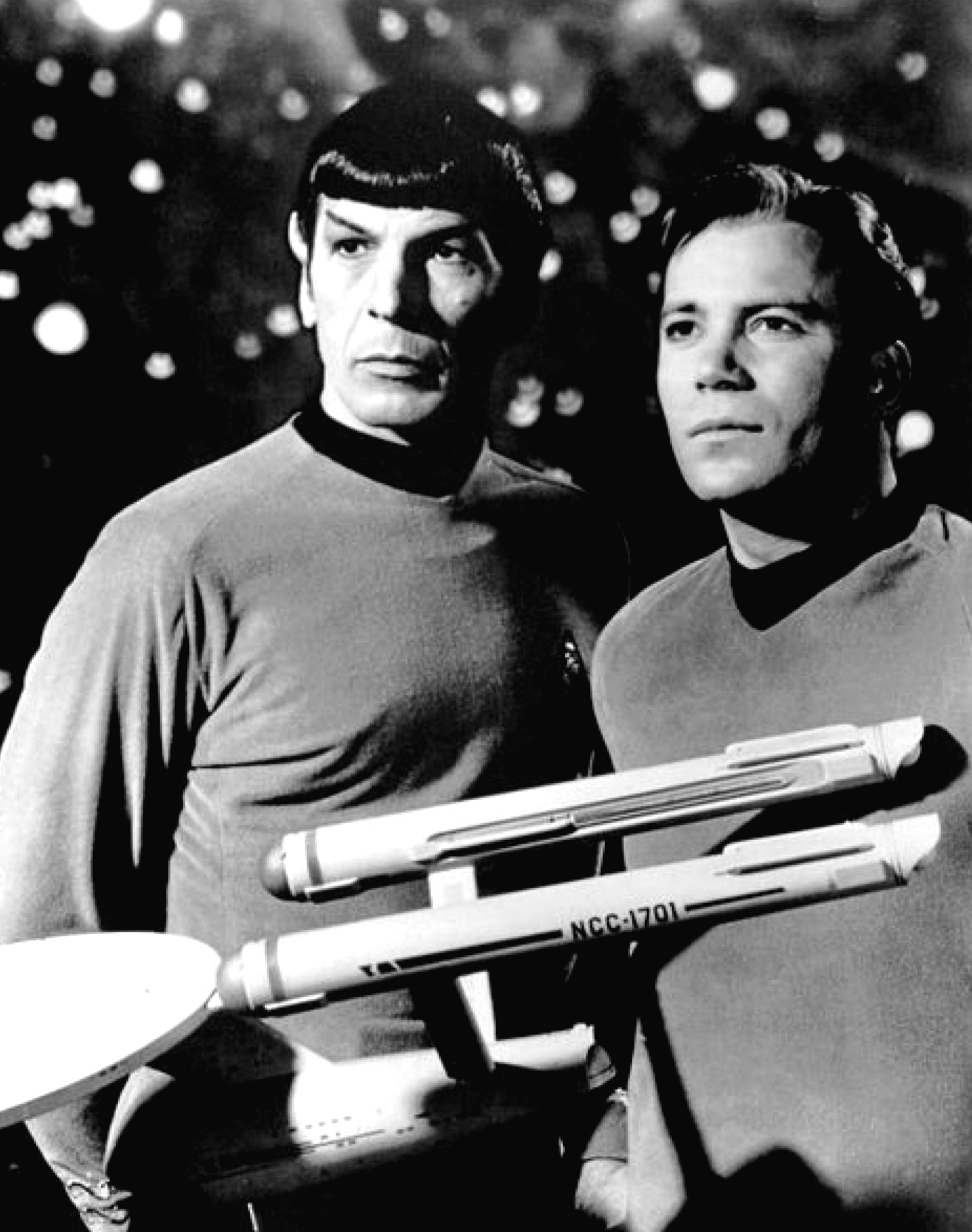
伦纳德·尼莫伊饰演的史波克（左）站在威廉·夏纳饰演的詹姆斯·T·柯克旁

中國大陸在第十一部電影《星际迷航》引进时，使用「史巴克」译名；而在第十二部电影《星际迷航：暗黑无界》中，则改用“史波克”为译名。